# Exsudoporus
Exsudoporus ist eine Pilzgattung aus der Familie der Dickröhrlingsverwandten (Boletaceae).
Die Typusart ist der Tränende Hexen-Röhrling (Exsudoporus permagnificus).

## Namensherkunft

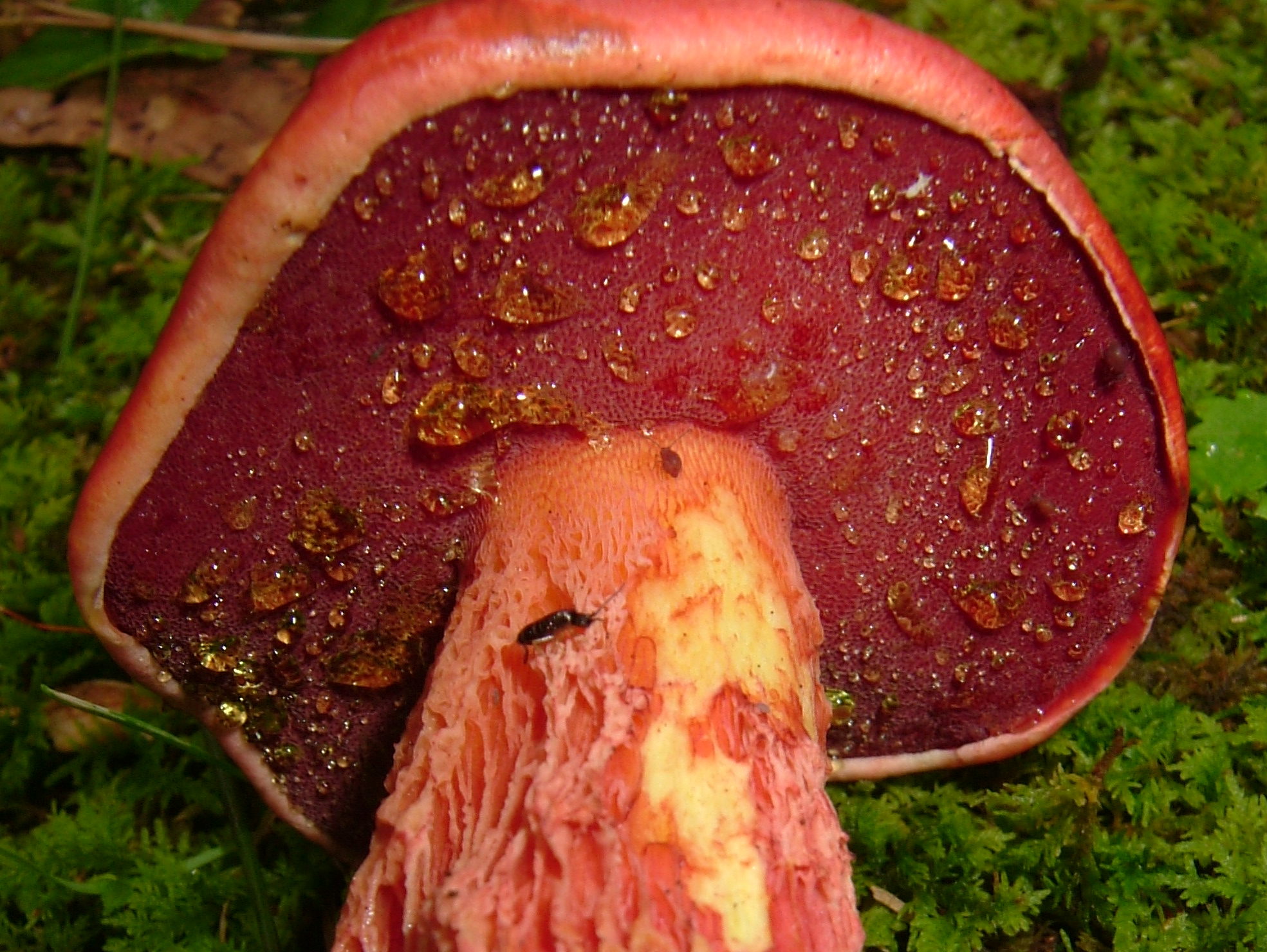
Die Röhrenschicht dieses jungen Fruchtkörpers von Exsudoporus frostii sondert goldgelbe Tropfen ab.

Das Wortelement 'exsudo-' leitet sich vom lateinischen Verb exsudare „ausschwitzen“ zu sudus „Schweiß“ ab und bezieht sich auf die Röhren, die bei jungen Fruchtkörpern Tropfen absondern.

## Merkmale

### Makroskopische Merkmale
Die oberirdisch wachsenden Fruchtkörper sind in Stiel und Hut gegliedert. Der polsterförmige bis abgeflachte Hut ist blutrot, purpurrot, rötlich-pink oder rötlich-braun gefärbt. Die matte oder glänzende Oberfläche ist trocken bis etwas schmierig bei feuchter Witterung, glatt bis ein wenig bereift oder ein wenig filzig. Die Röhrenschicht auf der Hutunterseite ist am Stiel angewachsen oder rings um den Stielansatz etwas ausgebuchtet. Die Röhren haben eine gelbe bis oliv-braune Farbe. Die Poren bzw. Röhrenmündungen sind dagegen blassrosa-rot, rötlich-orange, blutrot bis dunkelrot, selten auch gelblich-orange oder gelb gefärbt. Bei jungen und frischen Fruchtkörpern ist die Röhrenschicht häufig mit goldgelben oder bernsteinfarbenen Tropfen besetzt. Das Sporenpulver hinterlässt einen oliv-braunen Abdruck. Der zentrale Stiel ist fest, gelblich oder wie der Hut gefärbt. Die Oberfläche ist mit einem auffälligen Netz aus langgestreckten, roten Maschen besetzt oder stark wabenförmig genetzt. Das gelbe oder hellgelbe Fleisch (Trama) verfärbt sich im Anschnitt oder bei Verletzung rasch dunkelblau und schließlich schwärzlich. Das Stielfleisch zeigt bei Kontakt mit einem Iodreagenz keine Verfärbung (inamyloid).

### Mikroskopische Merkmale
Die glattwandigen Sporen sind spindelig bis elliptisch oder elliptisch-spindelig geformt. Sterile Elemente kommen auf den Röhrenflächen (Pleurozystiden), den Poren bzw. Röhrenmündungen (Cheilozystiden) und der Stieloberfläche (Caulozystiden) vor. Die Hutdeckschicht (Pileipellis) ist ein Trichoderm aus verwobenen Pilzfäden (Hyphen) mit Übergängen zu einer Cutis aus liegenden Hyphen. Das Röhrenfleisch (Hymenophoraltrama) ist abweichend bilateral und entspricht dem Boletus-Typ. Die Zwischenwände (Septen) der Pilzfäden tragen keine Schnallen.

## Ökologie
Exsudoporus-Arten bilden Ektomykorrhiza mit verschiedenen Laub- und Nadelbäumen.

## Arten
Die Gattung Exsudoporus umfasst weltweit drei Arten, von denen eine in Europa vorkommt.
| Exsudoporus weltweit |                           |                                                      |
| \| Deutscher Name \| Wissenschaftlicher Name \| Autorenzitat \| \| ------------------------ \| ------------------------- \| ---------------------------------------------------- \| \| \| Exsudoporus floridanus \| (Singer 1945) Vizzini, Simonini & Gelardi 2014 \| \| \| Exsudoporus frostii \| (J.L. Russell 1874) Vizzini, Simonini & Gelardi 2014 \| \| Tränender Hexen-Röhrling \| Exsudoporus permagnificus \| (Pöder 1981) Vizzini, Simonini & Gelardi 2014 \| |                           |                                                      |
| Deutscher Name | Wissenschaftlicher Name   | Autorenzitat                                         |
| | Exsudoporus floridanus    | (Singer 1945) Vizzini, Simonini & Gelardi 2014       |
| | Exsudoporus frostii       | (J.L. Russell 1874) Vizzini, Simonini & Gelardi 2014 |
| Tränender Hexen-Röhrling | Exsudoporus permagnificus | (Pöder 1981) Vizzini, Simonini & Gelardi 2014        |

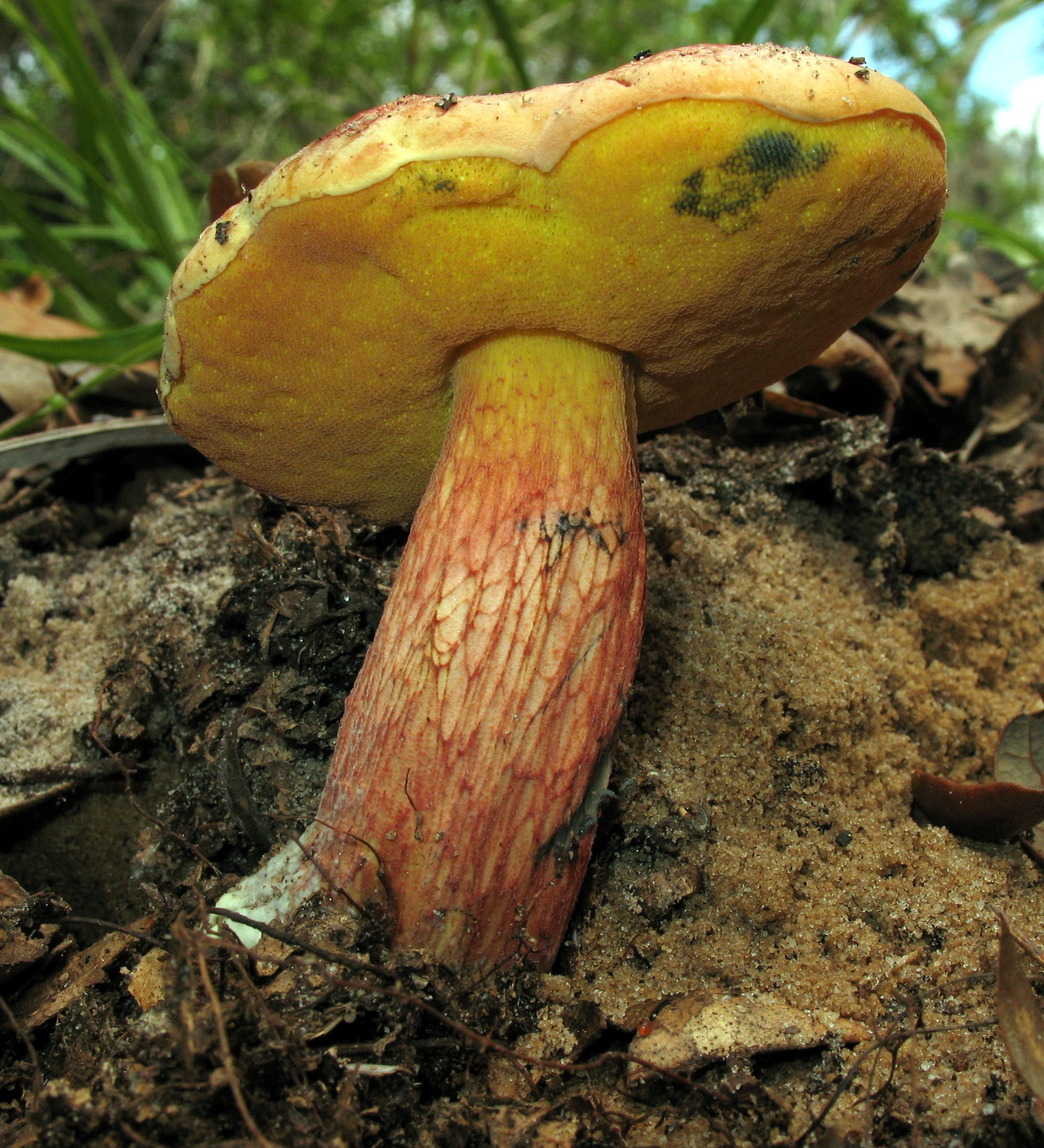
Exsudoporus floridanus
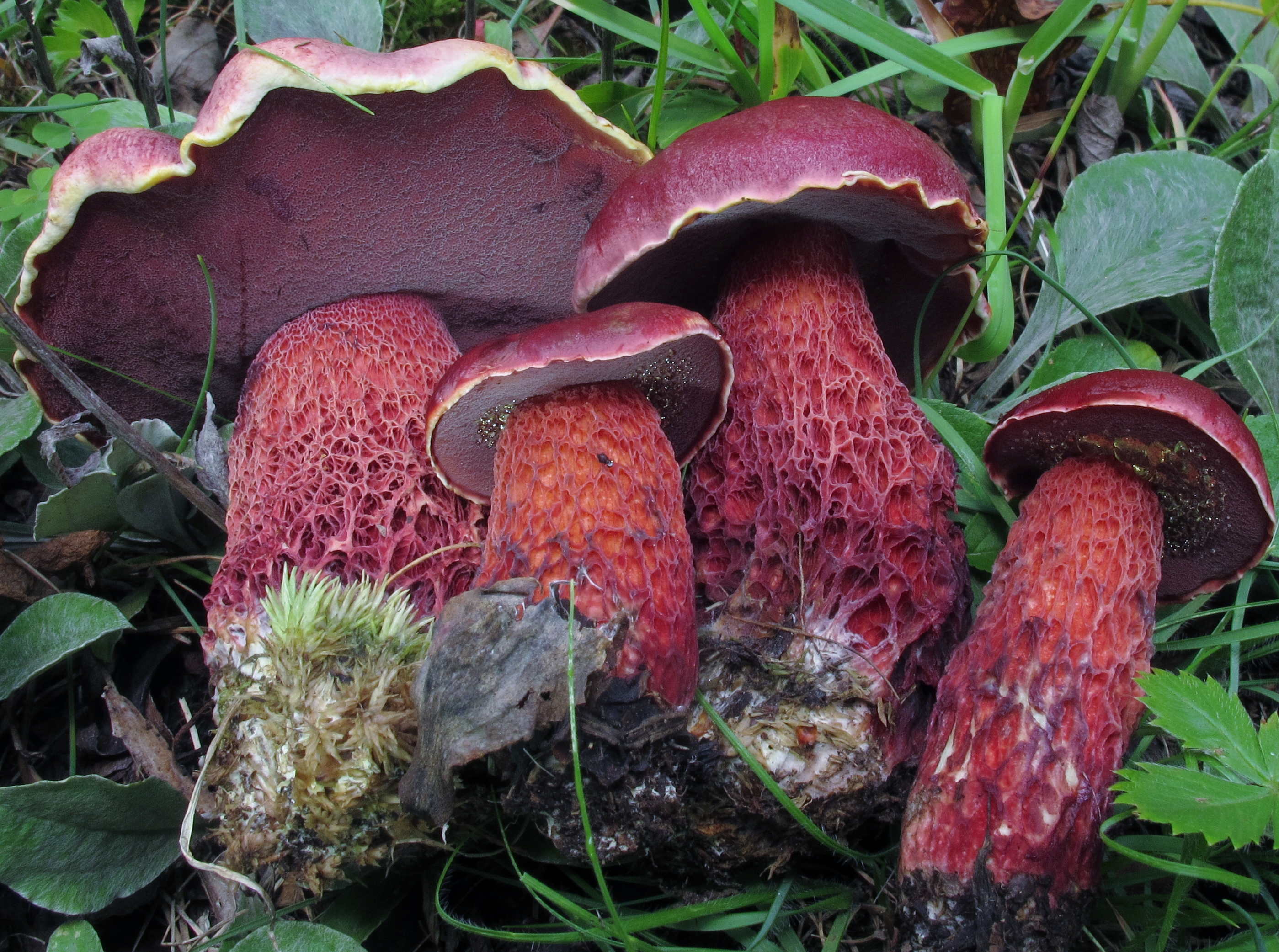
Exsudoporus frostii
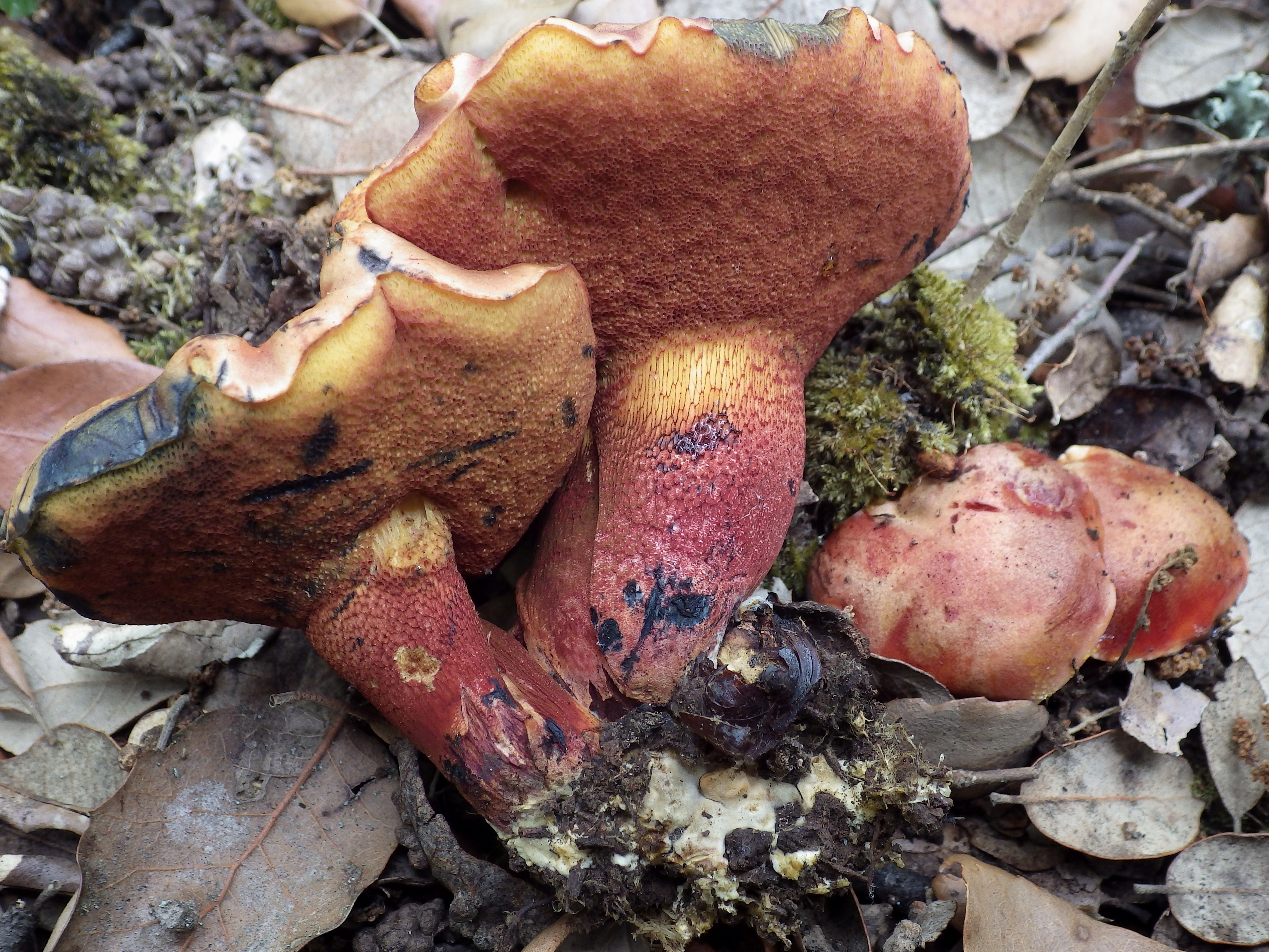
Tränender Hexen-Röhrling Exsudoporus permagnificus